# Les Verts contre-attaquent
 (janvier 2013).
Si vous disposez d'ouvrages ou d'articles de référence ou si vous connaissez des sites web de qualité traitant du thème abordé ici, merci de compléter l'article en donnant les références utiles à sa vérifiabilité et en les liant à la section « Notes et références ».
Les Verts contre-attaquent est une émission de télévision québécoise en 26 épisodes de 21 minutes traitant sur les enjeux environnementaux, présentée par Jean-Sébastien Busque et Frédéric Choinière, sur Télé-Québec.
Le tournage de l'émission a débuté en juillet 2012 et le premier épisode de la saison a été diffusé le 8 janvier 2013.

## Épisodes

### Saison 1 - hiver 2013
1. L'écotourisme brun
2. Toxique
3. La voiture alimentée à l’huile végétale
4. Trésordures
5. Piétons
6. Les protéines animales à faible empreinte écologique
7. Eau
8. Électricité
9. Grille-pain
10. Sans poubelle
11. Locavore
12. Changements climatiques

### Saison 2 - automne 2013
1. Vêtements écolo
2. Bébés verts
3. Mort Écolo
4. Îlots de chaleur
5. Produits ménagers
6. Compost
7. Changer l’image des verts
8. OGM
9. Vivre dans plus petit
10. Apiculture urbaine (La ville pour sauver les abeilles ?)
11. Défi BIO
12. Les Verts à la rescousse du verre
13. Transports en commun VS auto : le duel
14. Un environnement sans nature